# Блауэн (Базель-Ланд)
Блауэн (нем. Blauen BL) — коммуна в Швейцарии, в кантоне Базель-Ланд. 
Входит в состав округа Лауфен. Население составляет 683 человека (на 31 марта 2008 года). Официальный код  —  2781.

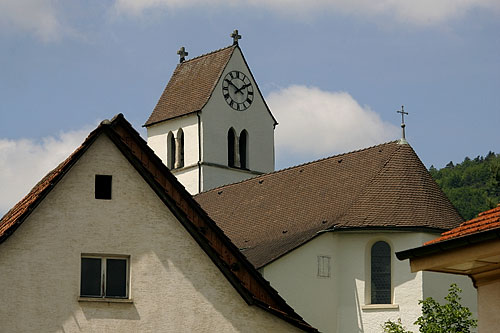
Блауэн